# Оленівка (Миколаївський район)
Оле́нівка — село в Україні, у Шевченківській сільській громаді Миколаївського району Миколаївської області. Населення становить 200 осіб.

## Відомі особистості
В селі народився:
- Ткаченко Володимир Олександрович (1898—1975) — радянський військовик.

## Населення
Згідно з переписом УРСР 1989 року чисельність наявного населення села становила 233 особи, з яких 110 чоловіків та 123 жінки.
За переписом населення України 2001 року в селі мешкали 202 особи.

### Мова
Розподіл населення за рідною мовою за даними перепису 2001 року:
| Мова       | Відсоток |
| ---------- | -------- |
| українська | 87,50 %  |
| російська  | 11,50 %  |
| молдовська | 0,50 %   |
| інші       | 0,50 %   |